# Tormenta tropical Allison (1989)
La Tormenta tropical Allison fue el primer ciclón tropical, primera tormenta en ser nombrada, y primera tormenta tropical de la temporada de huracanes en el Atlántico de 1989. La tormenta se movió sobre Texas, produciendo fuertes lluvias y causando $560 millones de dólares (1989 USD) en daños.
El 24 de junio, la depresión tropical dos se formó. Se desplazó al sur, y el 26, se convirtió en tormenta tropical. Se movió hacia Texas, y para el 27 comenzó a perder sus características tropicales, debilitándose a depresión tropical y el 28 de junio se disipó.
La tormenta causó fuertes precipitaciones, acumulando hasta 30 pulgadas en algunos lugares. Se registraron 11 fallecimientos directos como resultado de la tormenta.

## Historia meteorológica

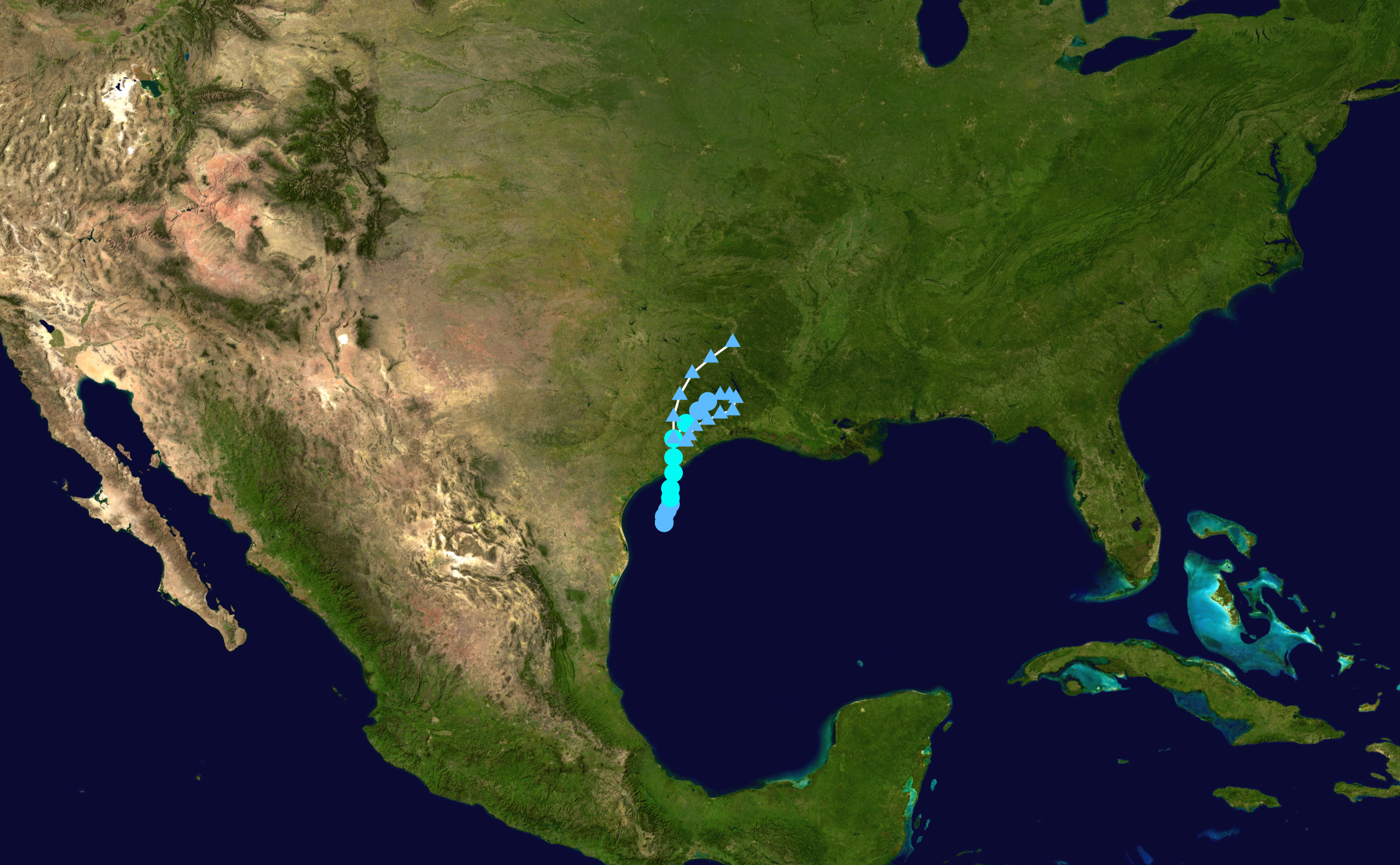
Trayecto de la tormenta.

Tres fenómenos meteorológicos se combinaron para producir la tormenta tropical Allison. Primero el huracán Cosme que se movió norte a través de México en respuesta a fuertes vientos cortantes de nivel superior a medio.